# A Lady of Quality
A Lady of Quality è un film muto del 1913 diretto da J. Searle Dawley. Ne venne fatto un remake nel 1924, Una donna di qualità, diretto da Hobart Henley.
La sceneggiatura è tratta dal lavoro teatrale A Lady of Quality (1897) di Frances Hodgson Burnett e di Stephen Townsend. La prima della commedia si tenne al Wallack's Theatre di New York il 1º novembre 1897 .
Fu l'ultimo film della carriera di Edna May Weick, un'attrice bambina di otto anni che aveva esordito sullo schermo due anni prima, sempre diretta da J. Searle Dawley e segna l'esordio come attrice cinematografica di Cecilia Loftus, popolare interprete della scena vaudeville e del music hall degli anni a cavallo tra Ottocento e Novecento.

## Produzione
Il film fu prodotto da Daniel Frohman per la Famous Players Film Company.

## Distribuzione
Il film - presentato da Daniel Frohman - uscì nelle sale cinematografiche statunitensi il 27 dicembre 1913.